# Wolseley 30/40
Der Wolseley 30/40 war ein Wagen der oberen Mittelklasse, den Wolseley 1914 als kleinere Version des Spitzenmodells 50 herausbrachte.
Er hatte einen 6-Zylinder-Motor mit 6864 cm³ Hubraum und Wasserkühlung. Der Wagen wurde auf einem Fahrgestell mit 3531 mm oder 3683 mm Radstand geliefert. Die verschiedenen Aufbauten waren zwischen 4877 mm und 5029 mm lang und 1803 mm breit.
Bereits 1915 wurde die Fertigung kriegsbedingt eingestellt und erst 1919 (mit auf 3759 mm verlängertem Radstand) wieder aufgenommen. Die Aufbauten waren 5055 mm lang und 1778 mm breit. Damit war der 30/40 Wolseleys neues Spitzenmodell nach dem Ersten Weltkrieg. Bereits 1921 lief die Produktion des großen Sechszylindermodells aus.